# Andeer
Andeer is een gemeente en plaats in het Zwitserse kanton Graubünden, en maakt deel uit van het district Hinterrhein.
Andeer telt 724 inwoners.

## Geschiedenis
Op 1 januari 2009 werden de buurgemeenten Clugin en Pignia opgenomen in de gemeente Andeer.

## Externe links

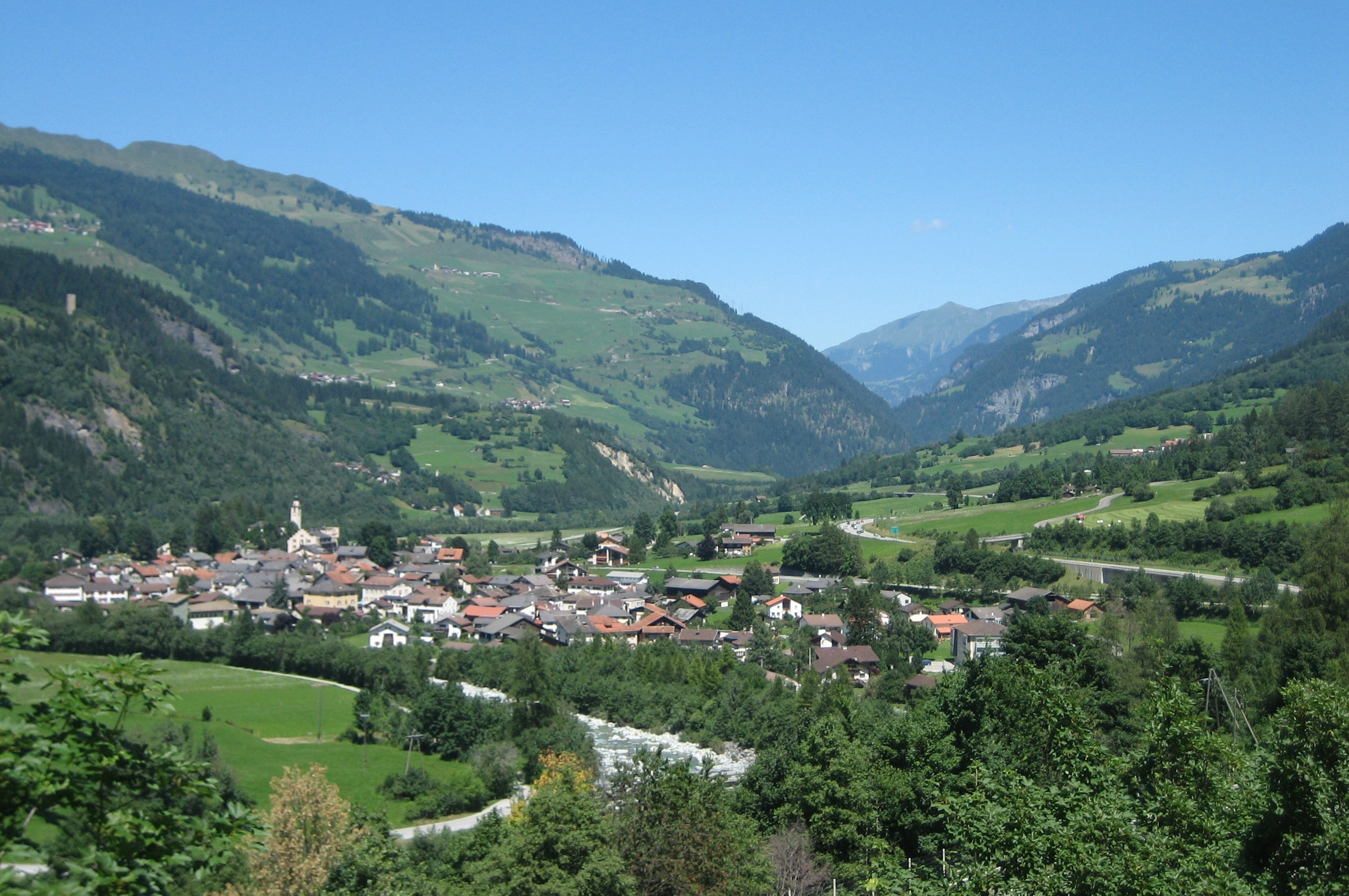
Andeer in de Schams-valei